# Walter Dinsdale
Walter Gilbert Dinsdale PC DFC (* 3. April 1916 in Brandon, Manitoba; † 20. November 1982) war ein kanadischer Politiker der Progressiv-konservativen Partei (PC), der bis zu seinem Tod 31 Jahre lang Mitglied des Unterhauses sowie zwischen 1960 und 1963 Minister für nördliche Angelegenheiten und natürliche Ressourcen und zugleich 1962 kurzzeitig geschäftsführender Minister für Bergbau und technische Begutachtung im 18. kanadischen Kabinett von Premierminister John Diefenbaker war.

## Leben

### Studium, Zweiter Weltkrieg und Unterhausabgeordneter
Dinsdale war der Sohn von George Dinsdale, der von 1932 bis zu seinem Tod 1943 Mitglied der Legislativversammlung von Manitoba war. Er selbst absolvierte nach dem Schulbesuch ein grundständiges Studium an der McMaster University, welches er 1937 mit einem Bachelor of Arts (M.A.) abschloss. Während des Zweiten Weltkrieges trat er 1941 in die Royal Canadian Air Force (RCAF) ein und war bis Kriegsende Angehöriger des 410 Mosquito Night Fighter Squadron an. Für seine militärischen Verdienste wurden ihm das Distinguished Flying Cross (DFC) verliehen. Nach Kriegsende war er als Lecturer für Soziale Arbeit am Brandon College tätig. Ein gleichzeitiges postgraduales Studium an der University of Toronto beendete er 1951 mit einem Master of Arts (M.A.).
Seine politische Laufbahn begann Dinsdale, als er als Kandidat der Progressiv-konservativen Partei am 25. Juni 1951 bei einer Nachwahl im Wahlkreis Brandon erstmals zum Abgeordneten in das Unterhaus gewählt wurde, dem er mehr als 31 Jahre lang bis zu seinem Tod am 20. November 1982 angehörte. Seit der Unterhauswahl vom 10. August 1953 vertrat er den nach einer Zusammenlegung neu geschaffenen Wahlkreis Brandon-Souris.
Nach dem Wahlsieg der PC bei der Unterhauswahl vom 10. Juni 1957 wurde Dinsdale am 19. August 1957 Parlamentarischer Assistent des Ministers für Veteranenangelegenheiten Alfred Johnson Brooks und behielt diesen Juniorministerposten bis zum 1. Februar 1958. Anschließend war er zwischen dem 12. Mai 1958 und 18. Juli 1959 Vorsitzender des Ständigen Unterhausausschusses für Veteranenangelegenheiten und übernahm dann vom 18. November 1959 bis zum 10. Oktober 1960 wieder die Funktion als Parlamentarischer Assistent des Ministers für Veteranenangelegenheiten Alfred Johnson Brooks.

### Bundesminister und Oppositionsjahre
Am 11. Oktober 1960 wurde er im Rahmen einer Kabinettsumbildung von Premierminister John Diefenbaker in das 18. kanadische Kabinett berufen und war dort bis zum Ende von Diefenbakers Amtszeit am 21. April 1963 Minister für nördliche Angelegenheiten und natürliche Ressourcen. Zugleich fungierte er zwischen dem 10. Oktober und dem 27. Dezember 1961 als geschäftsführender Minister für Bergbau und technische Begutachtung.
Nach der Niederlage seiner Partei bei der Unterhauswahl vom 8. April 1963 fungierte Dinsdale zwischen 1963 und September 1968 als Sprecher der oppositionellen PC-Fraktion für nördliche Angelegenheiten und zugleich von 1966 bis 1967 als Sprecher für natürliche Ressourcen sowie zusätzlich zwischen 1966 und 1968 als stellvertretender Sprecher für nationale Verteidigung. Anschließend war er von September 1968 bis Dezember 1969 zunächst Sprecher der Opposition für das Amt des Staatssekretärs von Kanada sowie danach von 1969 bis Dezember 1972 Sprecher der PC-Fraktion für Kommunikation und Post sowie zugleich zwischen Dezember 1969 und 1970 Sprecher für Verbraucher- und Unternehmensangelegenheiten. Des Weiteren fungierte er vom 5. Dezember 1972 bis zum 9. September 1974 als Oppositionssprecher für Versorgung und Dienstleistungen sowie zugleich von Dezember 1972 bis Oktober 1973 als Sprecher für öffentliche Arbeiten. Ferner war er zwischen Oktober 1973 und 1979 wieder Sprecher der oppositionellen PC-Fraktion für Post.
Zuletzt bekleidete Dinsdale vom 14. April 1980 bis zu seinem Tod die Funktion als Vize-Vorsitzender des Sonderausschusses für Menschen mit Behinderungen.